# Tommaso Michelagnoli
Tommaso Michelagnoli (Signa, 1798 – 1873) è stato un imprenditore e dirigente pubblico italiano. Tommaso è ricordato per aver fondato la Fonderia del Pignone insieme a Pasquale Benini e per aver ricoperto ruoli pubblici e privati di rilievo.

## Biografia
Tommaso Michelagnoli nasce a Signa da Antonio Michelagnoli e Luisa Parretti. Uno dei suoi tre fratelli era Carlo Michelagnoli, che ricoprirà per 25 anni la carica di commissario dello Spedale degli Innocenti.
Tommaso, benché eriditi dal nonno Ranieri Michelagnoli “il diritto ed entratura sopra una cava di pietre sul suolo del Cav. Pitti nel Barco Reale con l’annuo canone di lire 15 e tutti gli arnesi” decise di dedicarsi al commercio. 
Fece fortuna prima con il commercio e poi con la trattura della seta. Figurava nel Prospetto statistico del setificio nel Granducato di Toscana tra i maggiori filandieri, con una quantità annua di bozzoli lavorati pari a 25.000 libbre. 
La sua notorietà all’interno della comunità signese crebbe molto, tanto da diventare, nel 1835, gonfaloniere di Signa e membro illustre del municipio.
Nel 1837 Tommaso entrò in società con Pasquale Benini nel setificio di Vincenzo Verità. Grazie all'apporto dei due nuovi soci, la fabbrica di drappi e stoffe di seta Benini-Verità nel 1848 era al ventisettesimo posto nella classe extra dei primi trentacinque contribuenti nel ruolo della Tassa straordinaria di commercio di Firenze. Il setificio aggiungerà al nome Verità quello di Michelagnoli e C..
Nel 1842 Tommaso Michelagnoli, insieme a Pasquale Benini e al magnano Giovanni Niccoli (che verrà liquidato dopo pochi mesi), fondò la Fonderia di ferro di seconda fusione fuori la Porta S. Frediano presso il Pignone. Tommaso entrerà in società anche con il figlio di Pasquale Benini, Pietro, nelle successive società mantenendo le proprie quote fino alla morte.
Nel 1850 Tommaso Michelagnoli fece parte del Consiglio di Amministrazione della Banca di Sconto e nel 1856 diventò direttore nominato dal corpo degli azionisti. 
Nel 1863 Tommaso Michelagnoli compariva come Direttore a nomina degli Azionisti per la sede di Firenze della Banca Nazionale Toscana.